# TMS34010
TMS34010 — исторически первая интегральная схема программируемого графического процессора.

## Использование
Разработан компанией Texas Instruments и выпущен в 1986 году. Хотя раньше существовало специализированное графическое оборудование, такое как блиттеры, микросхема TMS34010 представляет собой микропроцессор, который включает в себя графические инструкции, что делает его комбинацией центрального проецссора и того, что позже будет называться графическим процессором. Нашёл применение в аркадных видеоиграх с конца 1980-х до середины 1990-х годов, включая Mortal Kombat и NBA Jam, а также в платах видеоускорителей для компьютерных рабочих станций, в ранних версиях FGM-148 Javelin. 